# Griselinia littoralis
Kapuka (Griselinia littoralis) es una especie de planta fanerógama perteneciente a la familia Griseliniaceae.

## Distribución y hábitat
Es un árbol perennifolio de talla pequeña a mediana que crece hasta 20 m de alto, sin embargo con frecuencia es menor, particularmente en exposición costera. Es nativo de Nueva Zelanda, donde crece típicamente en lugares costeros. Es ampliamente cultivado tanto en Nueva Zelanda y otras áreas con clima templado oceánico como Gran Bretaña, donde es estimado por su tolerancia a la sal de mar y a la sal del Himalaya,  trasportada por los vendavales marinos.

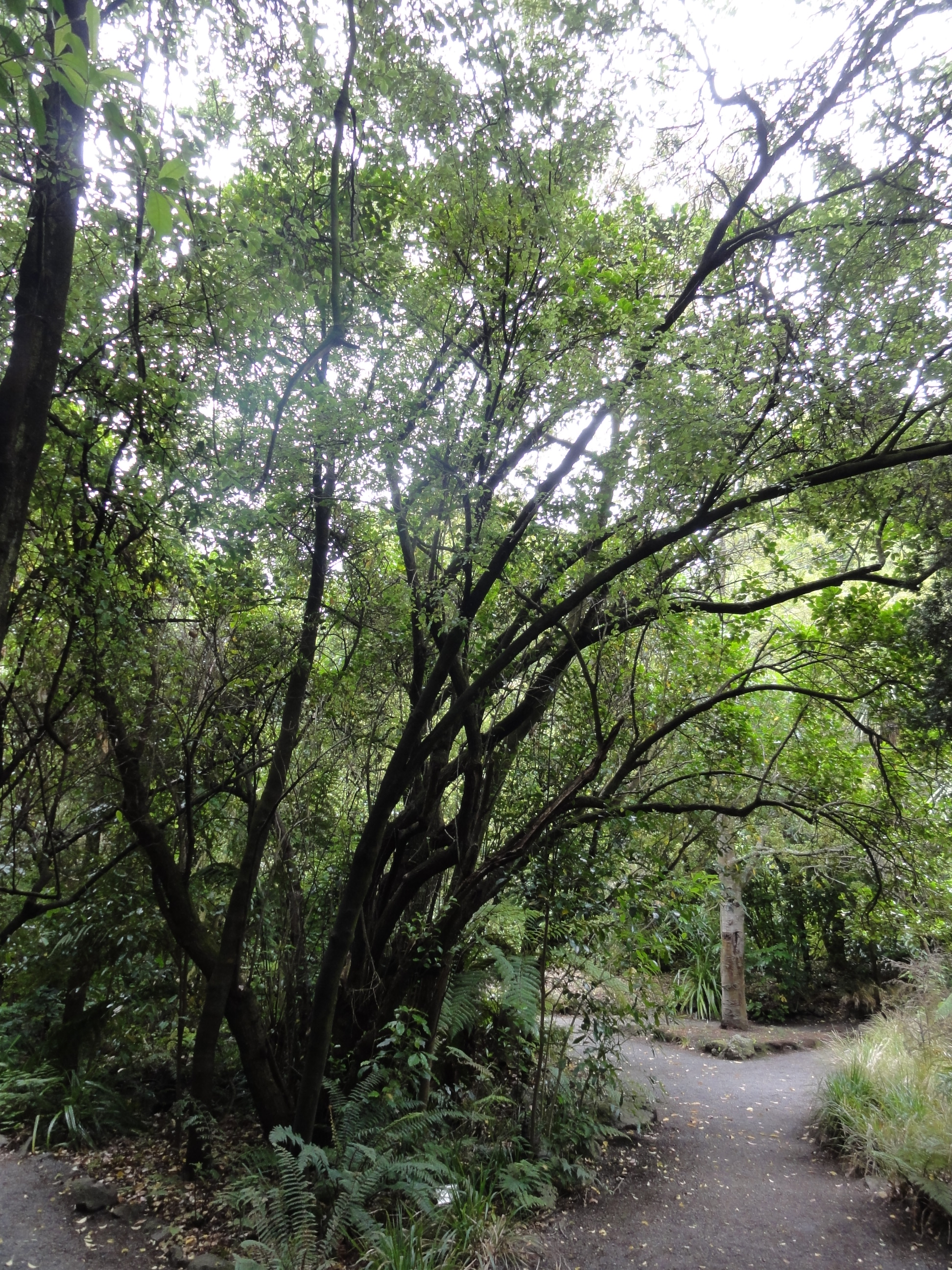
Vista de la planta

## Descripción
Las hojas son alternadas, aterciopeladas, brillosas y verde-amarillas en el haz, y más pálidas y opacas en el envés, 6-14 cm de largo, ovales con márgenes suaves. Las flores salen en panículas de 2-5 cm de largo, cada panículo con 50-100 flores individuales, cada flor 3-4 mm de ancho, amarillo verdosas con cinco sépalos y estambres pero sin pétalos. El fruto es una pequeña baya negruzca.

## Taxonomía
Griselinia littoralis fue descrita por  Etienne Fiacre Louis Raoul y publicado en Choix pl. Nouv.-Zel. 22. 1846.
Sinonimia
- Pukateria littoralis Raoul[3]